# Haunted Dancehall
Az 1994-es Haunted Dancehall a The Sabres of Paradise angol techno zenekar második nagylemeze. A brit albumlistán az 57. helyig jutott. Szerepel az 1001 lemez, amit hallanod kell, mielőtt meghalsz című könyvben.

## Az album dalai
|     | Cím                      | Szerző(k)              | Hossz |
| --- | ------------------------ | ---------------------- | ----- |
| 1.  | Bubble and Slide         | The Sabres of Paradise | 2:39  |
| 2.  | Bubble and Slide II      | The Sabres of Paradise | 7:38  |
| 3.  | Duke of Earlsfield       | The Sabres of Paradise | 8:42  |
| 4.  | Flight Path Estate       | The Sabres of Paradise | 3:21  |
| 5.  | Planet D                 | The Sabres of Paradise | 4:41  |
| 6.  | Wilmout                  | The Sabres of Paradise | 7:32  |
| 7.  | Tow Truck                | The Sabres of Paradise | 6:35  |
| 8.  | Theme                    | The Sabres of Paradise | 4:48  |
| 9.  | Theme 4                  | The Sabres of Paradise | 1:55  |
| 10. | Return to Planet D       | The Sabres of Paradise | 5:04  |
| 11. | Ballad of Nicky McGuire  | The Sabres of Paradise | 8:30  |
| 12. | Jacob Street 7am         | The Sabres of Paradise | 3:46  |
| 13. | Chapel Street Market 9am | The Sabres of Paradise | 7:14  |
| 14. | Haunted Dancehall        | The Sabres of Paradise | 4:24  |

## Közreműködők
- Gary Burns – keverés, producer
- Jagz Kooner – keverés, producer
- Madark – borító
- Portishead – producer
- The Sabres of Paradise – keverés, producer
- Scruff – producer
- Andrew Weatherall – keverés, producer